# Acacia dissimilis
Acacia dissimilis är en ärtväxtart som beskrevs av M.W.Mcdonald. Acacia dissimilis ingår i släktet akacior, och familjen ärtväxter. Inga underarter finns listade i Catalogue of Life.